# Limeuil
Limeuil település Franciaországban, Dordogne megyében. Lakosainak száma 339 fő (2022. január 1.). Limeuil Le Bugue, Alles-sur-Dordogne, Paunat és Saint-Chamassy községekkel határos.

## Népesség
A település népességének változása:
| Lakosok száma | 350  | 351  | 335  | 343  | 343  | 341  | 336  | 334  | 334  | 339  |
|               | 1968 | 1982 | 1990 | 2006 | 2013 | 2015 | 2017 | 2019 | 2020 | 2022 |